# サヒーフ・アル＝ブハーリー
サヒーフ・アル＝ブハーリー(Sahih al-Bukhari、アラビア語:صحيح البخاري)とは、イスラム教スンニ派で用いられる6つの主要なハディース集の一つ。ハディース学者のブハーリーによって収集された。『サヒーフ・ムスリム』と並び、最も権威あるハディースとされている。この二つのハディースにある伝承は原則的に真正であるとみなされている。
伝統的なハディース学において、ハディースはその信憑性によって、サヒーフ  （真正）、ハサン（良好）、ダイーフ（脆弱）などの分類がされる。ブハーリーは生涯に60万のハディースを収集したと伝えられているが、これらのなかから真正（サヒーフ）とみなした2700余りのハディースを厳選し編纂したものである。「真正集」とも訳されている。いわゆる「ハディース」は基本的にイスラームの預言者ムハンマドの言行にまつわる伝承を言い、ムハンマドと彼と面識を持っていた第1世代のムスリム（サハーバ）たちが直面した問題についてムハンマドがどう判断したか、あるいはそれに基づいてサハーバたちがどう行動すべきか意見を発したことなどが述べられており、ムスリム社会における当時の現状の問題における指針となることを意図して、これらのハディース集は編纂された。ブハーリーの生きたアッバース朝時代初期は、預言者ムハンマドらの時代から2世紀以上経過しており、虚偽のハディースを含め多くの預言者ムハンマドに由来するとされる雑多なハディースが溢れていた。そのため、9-10世紀前後は、実際に預言者ムハンマドの言動に由来する伝承を取捨・選別する必要性が叫ばれるようになっていた時代でもあった。
ブハーリーの時代前後に主要なウラマーたちによって多くのハディース集が編纂されたが、この『サヒーフ・アル＝ブハーリー』は、伝承径路（イスナード）などの研究に依って厳選されていることに加え、「信仰の書」や「礼拝の祖書」、「正しい身の処し方」「屠られた動物と獲物」「遺産の割当て」など、テーマごとにハディースがイスナード付きで分類されていて、事項ごとの検索が便利である、という利点を持っていた。同一の形式で編纂された『サヒーフ・ムスリム』と並びいわゆるハディース「六書」の筆頭としてスンニ派では尊重された。初期の批判や検証の対象にはなったが、ヒジュラ暦4世紀頃には全体的に正しいと認められるようになった。
このため、前近代イスラーム世界において、サヒーフ・アル＝ブハーリーと、サヒーフ・ムスリムの両書は、イスラームの信仰で神のロゴスとされるクルアーンに次ぐ、事実上の聖典としての地位を与えられた。
しかし近代化により、非イスラーム諸国における近代的なハディース批判が起こり、イスラーム世界でも、ハディースの真贋に対する再評価が起こっている。
またハディースの権威を否定する思想潮流にクルアーン主義がある。

## 日本語訳
牧野信也訳『ハディース イスラーム伝承集成』
　全訳で中央公論社（大判箱入）、中公文庫で改訂刊行
- 単行判（1993-94年、全3分冊）
  - 上巻 ISBN 978-4124031355
  - 中巻 ISBN 978-4124031362
  - 下巻 ISBN 978-4124031379
- 文庫判（2001年、全6分冊）
  - 第一巻 ISBN 978-4122037755
  - 第二巻 ISBN 978-4122037908
  - 第三巻 ISBN 978-4122038042
  - 第四巻 ISBN 978-4122038165
  - 第五巻 ISBN 978-4122038332
  - 第六巻 ISBN 978-4122038479

### サヒーフ・アル＝ブハーリー日本語訳（牧野信也・訳）
- 神の唯一性（五分の一）・ブハーリーの編纂したハディース
- 神の唯一性（五分の二）・ブハーリーの編纂したハディース
- 神の唯一性（五分の三）・ブハーリーの編纂したハディース
- 神の唯一性（五分の四）・ブハーリーの編纂したハディース
- 神の唯一性（五分の五）・ブハーリーの編纂したハディース

- 夢の解釈（二分の一）・ブハーリーの編纂したハディース
- 夢の解釈（二分の二）・ブハーリーの編纂したハディース